# کودی کوک
کودی کوک (انگلیسی: Cody Cooke؛ زادهٔ ۲ مارس ۱۹۹۳) بازیکن فوتبال اهل انگلستان است.
از باشگاه‌هایی که در آن بازی کرده‌است می‌توان به باشگاه فوتبال سنت میرن اشاره کرد.